# Франтішек Шорм
Франтішек Шорм (28 лютого 1913 — 18 вересня 1980) — чеський хімік-органік і біохімік. Академік Чехословацької академії наук (1952), її президент у 1962-1965 роках. Підтримав Празьку весну 1968 року, після якої був репресований та позбавлений усіх посад.

## Біографія
Франтішек Шорм народився в Празі. Закінчив 1935 чи 1938 року Празький політехнічний інститут, після чого 1938-1939 років викладав там органічну хімію. За спогадами Владимира Прелога, який спілкувався з Шормом під час навчання в Празі, той був серйозно захопленим комуністичними ідеями та переконаним членом Чехословацької комуністичної партії.
Під час Другої світової війни Шорм разом з Прелогом працював у хімічній лабораторії Асоціації хімічного та металургійного виробництва (чеськ. Spolek pro chemickou a hnutní výrobu) під керівництвом хіміка Рудольфа Лукеша. У 1945 році Шорм став викладати у Вищій хіміко-технологічній школі, з 1948 року здобув посаду професора. З 1952 року викладав у Карловому університеті.
У 1950 році Шорм разом з іншими чехословацькими науковцями, зокрема Іваном Малеком, відвідав Радянський Союз. У подорожі між двома вченими розвинулася неприязнь, що переросла в суперництво.
Зі створенням Чехословацької академії наук був обраний її дійсним членом та став директором Інституту органічної хімії та біохімії ЧСАН. Також був обраний головним вченим секретарем Академії наук.
Помер 18 вересня 1980 року, після перенесення двох інфарктів.

## Науковий внесок
Досліджував біохімію алкалоїдів, терпенів, білків, нуклеїнових кислот.
Синтезував низку нуклеотидподібних речовин, серед яких потенційні антиракові препарати, зокрема 6-азауридин. Розробив методи промислового синтезу хлорамфеніколу та циклосерину.
У 1963 році під його керівництвом було прочитано амінокислотну послідовність трипсиногену та хімотрипсиногену.

## Нагороди й почесні звання
Нагороджений державною премією ЧССР імені К. Готвальда 1958 року.
Іноземний член АН СРСР з 1958 року, член Академії «Леопольдіна».

## Вшанування й пам'ять
У 1990 році на честь 10-ї річниці смерті Шорма було проведено урочисту сесію в Інституті органічної хімії та біохімії Чехословацької академії наук, який він заснував, чим було покладено початок його реабілітації. Сесію організував тодішній директор інституту Карел Мартинек, а учні Шорма встановили у вестибюлі інституту меморіальну табличку на його честь.
1991 року американський біохімік Карл Джерассі назвав на честь Шорма виділений з морської губки Cribrochalina vasculum стерол - «сормостерол».
На честь Шорма створено меморіальну медаль, що присуджується Академією наук Чеської Республіки. На честь Шорма також названо астероїд 3993 Шорм